# Sungai Asam (Kundur Utara)
Sungai Asam is een bestuurslaag in het regentschap Karimun van de provincie Riau-archipel, Indonesië. Sungai Asam telt 1.221 inwoners (volkstelling 2010).